# El calor del pleno invierno
El calor del pleno invierno es el séptimo álbum de estudio del grupo de Uruguay No Te Va Gustar. El grupo lo empezó a gestar en febrero del año 2012 y se grabó entre junio y septiembre del mismo año. Fue grabado en un estudio de Montevideo, Elefante Blanco, junto a los productores Federico Lima y Sebastián Peralta. El primer corte de difusión de El calor del pleno invierno es «A las nueve», el cual fue difundido en las radios tiempo antes de la salida a la venta del disco. El video de la canción fue dedicado en memoria de Marcel Curuchet (Curucha), quien fuera tecladista del grupo y falleciera tras un accidente en motocicleta durante una gira por Estados Unidos posterior a la grabación del disco.
Finalmente, fue puesto a la venta a partir del día 18 de octubre de 2012. La presentación oficial de El calor del pleno invierno fue el 16 de marzo de 2013 en el Velódromo Municipal de Montevideo y el 6 de abril en la Ciudad de Buenos Aires, aunque también se realizó una gira por toda Argentina incluyendo las provincias de Mendoza, Córdoba y Santa Fe.
El disco cuenta además con la participación de artistas como Fernando Ruiz Díaz, vocalista de Catupecu Machu en la canción «Mil días»; de Gabriel Peluffo, miembro de Buitres Después de la Una en «Hijo de las armas»; de Jorge "Perro viejo" Serrano, cantante de Los Auténticos Decadentes en «Religión pagana» y de Germán Daffunchio, voz principal de Las Pelotas en «Desde hace un sueño».

## Lista de canciones
| N.º | Título                | Escritor(es)                 | Duración |  |
| 1.  | «Sin pena ni gloria»  | Emiliano Brancciari          | 3:20     |  |
| 2.  | «Nada fue en vano»    | Emiliano Brancciari          | 3:49     |  |
| 3.  | «A las nueve»         | Emiliano Brancciari          | 3:29     |  |
| 4.  | «Mil días»            | Martín Gil - Pablo Coniberti | 3:25     |  |
| 5.  | «Ese maldito momento» | Emiliano Brancciari          | 3:05     |  |
| 6.  | «Hijo de las armas»   | Emiliano Brancciari          | 3:32     |  |
| 7.  | «Por el agua»         | Emiliano Brancciari          | 3:28     |  |
| 8.  | «Religión pagana»     | Emiliano Brancciari          | 4:04     |  |
| 9.  | «Destierro»           | Emiliano Brancciari          | 2:20     |  |
| 10. | «El error»            | Emiliano Brancciari          | 4:02     |  |
| 11. | «Desde hace un sueño» | Emiliano Brancciari          | 4:34     |  |
| 12. | «El último jefe»      | Emiliano Brancciari          | 3:03     |  |
| 13. | «.»                   |                              | 0:04     |  |
| 14. | «Hasta nunca»         | Guzmán Silveira              | 3:36     |  |

## Videos musicales
| Año  | Videoclip           |
| ---- | ------------------- |
| 2012 | A las nueve         |
| 2012 | Destierro           |
| 2013 | Ese maldito momento |
| 2013 | Sin pena ni gloria  |

## Ventas
Se convirtió en disco de platino en Uruguay, a un mes de su salida, superando las 8000 copias vendidas. El disco de platino en Uruguay lo habían alcanzado a solo tres días de salir a la venta. Además, el álbum es disco doble de platino en Argentina, superando las 80 000 unidades vendidas.

### Certificaciones
| País      | Organismo certificador | Certificación | Ventas certificadas | Simbolización |
| --------- | ---------------------- | ------------- | ------------------- | ------------- |
| Uruguay   | CUD                    | 3× Platino    | 12 000              | 3▲            |
| Argentina | CAPIF                  | 2× Platino    | 80 000              | 2▲            |

## Posicionamiento en las listas

### Mensuales
| Lista (2012)      | Mejor posición |
| ----------------- | -------------- |
| Argentina (CAPIF) | 1              |
| Uruguay (CUD)     | 1              |

### Anuales
| Listas (2012)     | Mejor posición |
| ----------------- | -------------- |
| Argentina (CAPIF) | 8              |

### Procesión y sucesión en listas
| Predecesor: Vicentico 5 de Vicentico | CAPIF Ranking mensual. Álbum N.° 1 octubre de 2012 | Sucesor: Take Me Home de One Direction |